# Мокринських Олександр Михайлович
Мокринських Олександр Михайлович (нар. 23 лютого 1972, м. Єнакієве) — забійник на відбійних молотках структурного підрозділу «Шахта імені К. А. Румянцева» державного підприємства «Артемвугілля» (Донецька область), Герой України.

## Нагороди
- Звання Герой України з врученням ордена Держави (22 серпня 2013) — за самовіддану шахтарську працю, досягнення високих виробничих показників у видобутку вугілля[1]
- Медаль «За працю і звитягу» (27 серпня 2010) — за вагомий особистий внесок у зміцнення енергетичного потенціалу держави, багаторічну самовіддану шахтарську працю, високий професіоналізм та з нагоди 75-річчя стахановського руху і Дня шахтаря[2]
- Знак «Шахтарська слава» 3-х ступенів
- Знак «Шахтарська доблесть» III ст.